# Flutamid
Flutamid ist ein Arzneistoff aus der Gruppe der Zytostatika, der in der Behandlung des fortgeschrittenen Prostatakarzinoms eingesetzt wird. Flutamid gehört zur Klasse der Anti-Androgene.

## Klinische Angaben

### Indikationen/Anwendungsmöglichkeiten
Palliative Behandlung des Prostatakarzinoms im fortgeschrittenen Stadium bei unvorbehandelten oder hormonrefraktären Patienten. Adjuvante Therapie des lokal begrenzten Prostatakarzinoms (Stadium B2-C) in Kombination mit einem LHRH-Agonisten und geeigneter Radiotherapie.

### Gegenanzeigen (Kontraindikationen)
Überempfindlichkeit gegenüber dem Wirkstoff Flutamid. Flutamid ist nicht zur Anwendung bei zeugungsfähigen Männern ohne verlässliche Kontrazeption und bei Frauen und Kindern bestimmt.

## Pharmakologische Eigenschaften

### Aufnahme und Verteilung im Körper (Pharmakokinetik)
Resorption: Nach oraler Verabreichung wird Flutamid  schnell und vollständig resorbiert. Mittlere Flutamid-Plasmaspitzenkonzentrationen {\displaystyle C_{\mathrm {max} }} von 92–113 ng/ml werden 1,3–1,5 Stunden nach Verabreichung von 250 mg Flutamid gemessen. Mittlere Plasmaspitzenkonzentrationen des aktiven Hauptmetaboliten 2-Hydroxyflutamid von 894 ng/ml werden 2,7 Stunden nach Einnahme von 250 mg des Arzneistoffs gemessen. Steady-state-Plasmakonzentrationen werden für beide Substanzen nach 5 Tagen erreicht. Eine Nahrungseinnahme hat keinen Einfluss auf die Bioverfügbarkeit. Distribution: Zum Verteilungsvolumen liegen keine Daten vor. Die Plasmaproteinbindung von Flutamid beträgt 94–96 %, diejenige des aktiven Metaboliten 92–94 %. Metabolismus: Flutamid wird rasch und extensiv verstoffwechselt. Es werden 10 Metaboliten identifiziert. Hauptmetabolit ist das aktive 2-Hydroxyflutamid, welches vorwiegend über CYP 1A2 gebildet wird. Elimination: Die Plasmahalbwertszeiten betragen 7,8 Stunden für Flutamid beziehungsweise 8,1 Stunden für 2-Hydroxyflutamid. Flutamid wird in Form von Metaboliten vorwiegend renal ausgeschieden. Mit den Faezes werden nur geringe Substanzmengen ausgeschieden.

## Sonstige Informationen
Flutamid wurde 1973 von Schering patentiert und ist als Generikum im Handel.

## Handelsnamen
Monopräparate

Flucinorm (CH), Flumid (D), Fugerel (D, A), Prostakonyl (A), Prostica (D), diverse Generika (D, A)